# 왜 기독교인은 예수를 믿지 않을까?
《왜 기독교인은 예수를 믿지 않을까?》는 개신교 영성가 김진 목사의 저서이다. 2010년 위즈덤로드에서 나왔다. 독자들이 이해하기 쉽도록 6명의 출연자들이 토론을 벌이는 형식을 사용하였으며, 기독교인들이 성공주의를 정당화하고 신앙생활을 쉽게 하기 위해 만들어낸 짝퉁 예수가 아닌 복음서가 증언하는 진품예수를 믿을 것을 호소한다.

## 등장인물
- 나정통/보수적 신학자. 진보적 신학자들이 학문에 천착하다보니 대중들과 거리가 있다는 사실을 읽어낸다.
- 이성공/분당 민망교회 목사.한국 복음주의 교회들의 문제인 성공주의와 비민주적 사고를 보여주는 인물. 성서를 자기개발책이라고 착각하고, 예수 믿으면 열심히 사니까 부자가 된다는 착각까지 하고 있다.
- 예신자
- 남예혁/진보적 신학자. 한국교회의 문제를 직설적으로 비판. 예를 들어 이념과 신앙을 따로 생각해야 한다고 주장하지만, 실제로는 보수주의를 신앙으로 착각하는 보수교회의 문제를 읽어낸다.
- 조하나/기독교를 믿는 연예인. 예수의 가르침대로 살면 된다고 생각하는 단순한 기독교인이다.
- 권중진/시사평론가

## 인용문
| “ | 지금 기독교는 점점 더 사람들의 요구에 맞는 ‘쉬운 기독교’를 선전하고 있어요. 이 기독교는 ‘이미 한 번 예수님을 그리스도로 고백했기 때문에 어떻게 살고 행동하든 관계없이 무조건 천국에 간다’고 선전하면서 예수 제자로서의 삶은 외면해 버립니다. 사실 이런 예수님의 말씀을 전하면 사람들이 싫어할 뿐 아니라 교회에 나오지도 않기 때문입니다. 이것은 기독교가 예수님의 말씀을 따르는 것이 아니라 사람들의 입맛을 좇아가는 거죠. | ” |

| “ | 설교자들은 예수님의 말씀을 해석하면서 설교하기를 좋아하죠. 그러다 보면 오히려 그 뜻을 분명하게 하기보다 슬쩍슬쩍 비껴가게 되는데, 그 이유 중 하나가 설교자들이 설교할 때 교인들의 눈치를 보기 때문에 그래요. 사실 진품 예수님의 진리가 너무도 철저하기 때문에 교인들이 들으면 삶에 ‘걸림돌’이 되는 경우가 많거든요. 그것을 두려워하는 거죠. 교회에서 예수님의 말씀을 곧이곧대로 전했다가는 교회 내부 혼란과 분란이 일어날 여지가 많아요. 이런 논란을 일으키거나, 교인들의 심사를 건드리는 예수님의 말씀을 애초에 피하기 위해서 그저 부드럽고 소화하기 쉬운 서신서 말씀이나 도덕적인 구약성경의 말씀을 골라서 설교해요. | ” |